# Vindobala
Vindobala was een Romeins fort in het oostelijk deel van de Muur van Hadrianus in de Engelse plaats Rudchester. Het lag tussen de forten van Halton Chesters (Hunnum) in het westen en Benwell (Condercum) in het oosten. Het fort had een vierhoekig grondplan met afgeronde hoeken. Aan elke zijde was er een poort. 
Rond 400, kort voor de muur werd opgegeven, was het Cohors prima Frixagorum, bestaande uit Friezen, hier gelegerd.

## Galerij

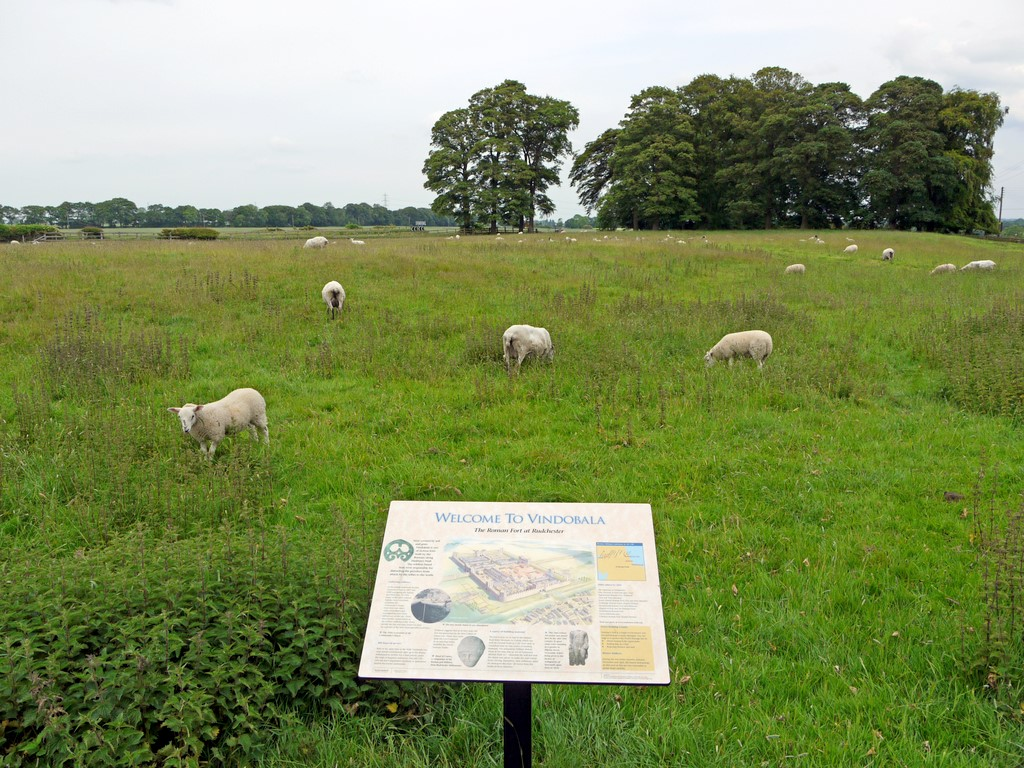
Site van het fort
Reconstructietekening van het fort